# 矮缩病毒科
矮缩病毒科（学名：Nanoviridae）又譯作矮化病毒科或奈米病毒科，是單鏈DNA病毒的一科。

## 下级分类
本科包括以下属：
- 香蕉束顶病毒屬 Babuvirus ，又譯作香蕉頂串病毒屬。香蕉束顶病毒屬於該屬。
- 矮缩病毒属 Nanovirus